# Osîkove, Bilokurakîne
Osîkove (în ucraineană Осикове) este un sat în comuna Tîmoșîne din raionul Bilokurakîne, regiunea Luhansk, Ucraina.

## Demografie
Componența lingvistică a localității Osîkove
     Ucraineană (88,52%)
     Rusă (11,48%)
Conform recensământului din 2001, majoritatea populației localității Osîkove era vorbitoare de ucraineană (88,52%), existând în minoritate și vorbitori de rusă (11,48%).